# Bahrain-Merida 2017
Questa voce raccoglie le informazioni riguardanti il team Bahrain-Merida nelle competizioni della stagione 2017.

## Stagione
La squadra, fondata nel 2016, per la sua prima stagione di competizioni ottiene dall'UCI la licenza World Tour, che consente la partecipazione di diritto a tutti gli eventi dell'UCI World Tour. Al centro del progetto viene posto Vincenzo Nibali, con cui la squadra punta ai Grandi giri. Vengono ingaggiati, tra gli altri, anche Giovanni Visconti, Antonio Nibali (fratello di Vincenzo) e Joaquim Rodríguez, che aveva annunciato il suo ritiro alla fine del 2016, che però si ritira definitivamente prima dell'inizio della nuova stagione.

## Organico
Fonte: UCI.ch.

### Staff tecnico
|  | Naz.                   | Ruolo | Sportivo            |  |  |  |
|  | ---------------------- | ----- | ------------------- |  |  |  |
|  | Sudafrica (bandiera)   | GM    | Brent Copeland      |  |  |  |
|  | Slovenia (bandiera)    | DS    | Gorazd Štangelj     |  |  |  |
|  | Italia (bandiera)      | DS    | Paolo Artuso        |  |  |  |
|  | Italia (bandiera)      | DS    | Mario Chiesa        |  |  |  |
|  | Paesi Bassi (bandiera) | DS    | Tristan Hoffman     |  |  |  |
|  | Francia (bandiera)     | DS    | Philippe Mauduit    |  |  |  |
|  | Croazia (bandiera)     | DS    | Vladimir Miholjević |  |  |  |
|  | Austria (bandiera)     | DS    | Harald Morscher     |  |  |  |
|  | Italia (bandiera)      | DS    | Paolo Slongo        |  |  |  |
|  | Italia (bandiera)      | DS    | Alberto Volpi       |  |  |  |

### Rosa
|  | Naz.                   |  | Sportivo             | Anno |  |  |
|  | ---------------------- |  | -------------------- | ---- |  |  |
|  | Italia (bandiera)      |  | Valerio Agnoli       | 1985 |  |  |
|  | Giappone (bandiera)    |  | Yukiya Arashiro      | 1984 |  |  |
|  | Italia (bandiera)      |  | Manuele Boaro        | 1987 |  |  |
|  | Slovenia (bandiera)    |  | Grega Bole           | 1985 |  |  |
|  | Italia (bandiera)      |  | Niccolò Bonifazio    | 1993 |  |  |
|  | Slovenia (bandiera)    |  | Borut Božič          | 1980 |  |  |
|  | Slovenia (bandiera)    |  | Janez Brajkovič      | 1983 |  |  |
|  | Rep. Ceca (bandiera)   |  | Ondřej Cink          | 1990 |  |  |
|  | Italia (bandiera)      |  | Sonny Colbrelli      | 1990 |  |  |
|  | Taiwan (bandiera)      |  | Feng Chun Kai        | 1988 |  |  |
|  | Spagna (bandiera)      |  | Iván García Cortina  | 1995 |  |  |
|  | Italia (bandiera)      |  | Enrico Gasparotto    | 1982 |  |  |
|  | Etiopia (bandiera)     |  | Tsgabu Grmay         | 1991 |  |  |
|  | Australia (bandiera)   |  | Heinrich Haussler    | 1984 |  |  |
|  | Spagna (bandiera)      |  | Jon Ander Insausti   | 1992 |  |  |
|  | Spagna (bandiera)      |  | Jon Izagirre         | 1989 |  |  |
|  | Spagna (bandiera)      |  | Javier Moreno        | 1984 |  |  |
|  | Lituania (bandiera)    |  | Ramūnas Navardauskas | 1988 |  |  |
|  | Italia (bandiera)      |  | Antonio Nibali       | 1992 |  |  |
|  | Italia (bandiera)      |  | Vincenzo Nibali      | 1984 |  |  |
|  | Slovenia (bandiera)    |  | Domen Novak          | 1995 |  |  |
|  | Italia (bandiera)      |  | Franco Pellizotti    | 1978 |  |  |
|  | Slovenia (bandiera)    |  | David Per            | 1995 |  |  |
|  | Slovenia (bandiera)    |  | Luka Pibernik        | 1993 |  |  |
|  | Bielorussia (bandiera) |  | Kanstancin Siŭcoŭ    | 1982 |  |  |
|  | Italia (bandiera)      |  | Giovanni Visconti    | 1983 |  |  |
|  | Cina (bandiera)        |  | Wang Meiyin          | 1988 |  |  |

## Ciclomercato
| Valerio Agnoli       | Astana             |
| Yukiya Arashiro      | Lampre             |
| Manuele Boaro        | Tinkoff            |
| Grega Bole           | Nippo-Vini Fantini |
| Niccolò Bonifazio    | Trek               |
| Borut Božič          | Cofidis            |
| Janez Brajkovič      | UnitedHealthcare   |
| Ondřej Cink          | Nessuna squadra    |
| Sonny Colbrelli      | Bardiani CSF       |
| Feng Chun Kai        | Lampre             |
| Iván García Cortina  | Klein Constantia   |
| Enrico Gasparotto    | Wanty-Gobert       |
| Tsgabu Grmay         | Lampre             |
| Heinrich Haussler    | IAM Cycling        |
| Jon Ander Insausti   | Euskadi-Murias     |
| Jon Izagirre         | Movistar           |
| Javier Moreno        | Movistar           |
| Ramūnas Navardauskas | Cannondale         |
| Antonio Nibali       | Nippo-Vini Fantini |
| Vincenzo Nibali      | Astana             |
| Domen Novak          | Adria Mobil        |
| Franco Pellizotti    | Androni            |
| David Per            | Adria Mobil        |
| Luka Pibernik        | Lampre             |
| Kanstancin Siŭcoŭ    | Dimension Data     |
| Giovanni Visconti    | Movistar           |
| Wang Meiyin          | Wisdom-Hengxiang   |

## Palmarès

### Corse a tappe
World Tour
- Parigi-Nizza

2ª tappa (Sonny Colbrelli)
- Giro d'Italia

16ª tappa (Vincenzo Nibali)
- Vuelta a España

3ª tappa (Vincenzo Nibali)
Continental
- Vuelta a San Juan

3ª tappa (Ramūnas Navardauskas)
- Tour of Croatia

Classifica generale (Vincenzo Nibali)
- Tour of Japan

8ª tappa (Jon Ander Insausti)

### Corse in linea
World Tour
- Giro di Lombardia (Vincenzo Nibali)

Continental
- Freccia del Brabante (Sonny Colbrelli)
- Gran Premio Capodarco (Mark Padun)
- Coppa Bernocchi (Sonny Colbrelli)
- Giro dell'Emilia (Giovanni Visconti)

### Campionati nazionali
- Campionati etiopi

Cronometro (Tsgabu Grmay)

## Classifiche UCI

### Calendario mondiale UCI
Individuale
Piazzamenti dei corridori della squadra Bahrain-Merida nella classifica individuale dell'UCI World Tour 2017.
| Pos. | Ciclista            | Punti |
| ---- | ------------------- | ----- |
| 5    | Vincenzo Nibali     | 2 196 |
| 23   | Jon Izagirre        | 1 276 |
| 41   | Sonny Colbrelli     | 887   |
| 131  | Giovanni Visconti   | 203   |
| 184  | Franco Pellizzotti  | 101   |
| 206  | Ondřej Cink         | 82    |
| 208  | Tsgabu Grmay        | 80    |
| 211  | Niccolò Bonifazio   | 78    |
| 218  | Janez Brajkovič     | 75    |
| 220  | Grega Bole          | 73    |
| 230  | Enrico Gasparotto   | 67    |
| 289  | Luka Pibernik       | 37    |
| 308  | Heinrich Haussler   | 28    |
| 317  | Iván García Cortina | 26    |
| 336  | Kanstancin Siŭcoŭ   | 22    |
| 340  | Yukiya Arashiro     | 21    |
| 353  | Borut Božič         | 16    |
| 416  | Javier Moreno       | 4     |
| 417  | Jon Ander Insausti  | 4     |
| 434  | Valerio Agnoli      | 1     |

Squadra
La squadra Bahrain-Merida ha chiuso in quattordicesima posizione con 5 277 punti.